# Honda VF 500 F
La Honda VF500F (identifiée comme "Interceptor" pour le marché américain et canadien) est une moto sportive avec une cylindrée de 498 cm3 fabriquée de 1984 à 1988. Elle est largement considérée comme l'une des motos les plus maniables des années 80. 

## Description
Elle faisait partie de la famille de motos Honda de première génération V4 (Interceptor - VF400F VF500F VF700F VF750F VF1000F). Le VF500F est dérivé du marché japonais VF400F (400 cm3). Il ne s'agit pas simplement d'une version surborée et / ou sur-tracée du VF400F.

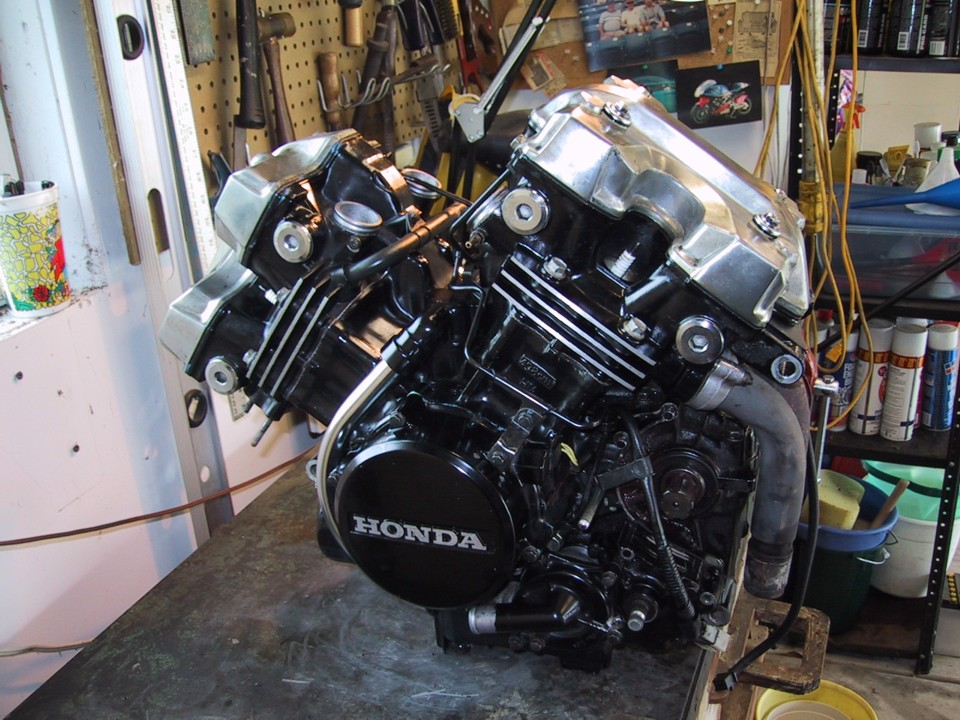
Moteur VF500F V4

Le moteur ainsi que le cycle sont entièrement spécifiques, avec très peu de parties communes. Le moteur Honda VF500 a également été utilisé presque entièrement inchangé dans la moto standard Magna V30 au cours des mêmes années.
Le VF500F a été produit pour les marchés nord-américain et européen. La version du marché européen avait également un modèle VF500F2 qui utilisait un carénage complet, tandis que le VF500F avait un demi-carénage supérieur avec un capot inférieur devant le carter d'huile.
Le VF500F a utilisé un cadre en acier tubulaire carré squelette avec des fourches conventionnelles et un amortisseur / ressort arrière monobloc, tous deux réglables en rigidité avec la pression de l'air. Elle utilise une suspension à l'arrière, un bras oscillant en fonte d'aluminium, dispose d'une roue avant de 16 pouces avec un pneu 100 / 90-16 pour une inertie de rotation réduite pour faciliter la direction. La roue arrière est de 18 pouces avec un pneu 110 / 90-18.
Elle a été remplacée par la moto CBR600F "Hurricane" en 1987.